# Bohutín (Lidmaň)
Bohutín (německy Bohutin) je malá vesnice, část obce Lidmaň v okrese Pelhřimov. Nachází se asi 1 km na jihozápad od Lidmaně. V roce 2009 zde bylo evidováno 10 adres. V roce 2001 zde trvale žilo 8 obyvatel.  Bohutín leží v katastrálním území Lidmaň o výměře 10,41 km2.

## Historie
Název se vyvíjel od varianty Bohutín (1591). Místní jméno znamenalo Bohutův (dvůr).
V letech 1975–1990 zde žila česká spisovatelka, scenáristka a publicistka Jana Dohnalová.

## Zvonička
Jednou ze zajímavostí je bohutínská zvonička, která byla postavena v roce 1910, alespoň o tom svědčí letopočet vyrytý na zvonovém závěsu. Zvonit umíráček na ní chodíval František Babčický/ rodina Babčických byla po léta obecními zvoníky/ a zvonička pamatovala a na lidmaňský hřbitov doprovázela tři generace, než jí sklátila vichřice, která se vesnicí přehnala v roce 1987.
V roce 2019 se parta nadšenců v čele se spisovatelkou Janou Dohnalovou, pokusila zvoničku rekonstruovat. Stavbu provázelo mnoho peripetií: Strom na tělo zvoničky uvolnil z bohutínského lesa lidmaňský starosta Jiří Zourek, při opracování prvního a druhého kmenu se zjistilo, že byl napaden hnilobou a „dvoják“ se musel hledat napotřetí. Poté se stal pracovní úraz „hlavnímu staviteli“ Alexandru Královi a jeho vykloubené rameno si vyžádalo dlouhodobé léčení. Nakonec se však rekonstrukce přese všechno podařila v létě 2019. Zvonička byla zasvěcena 17. srpna 2019 Maxmiliánu Kolbemu při slavnostním ceremoniálu. Posvěcení provedl řeckokatolický kněz Jaroslav Maxmilián Kašparů.
Při této příležitosti byla pod stříšku uložena i plechová schránka s informacemi pro budoucí generace, obsahující fotografie a dokumenty o průběhu stavby a také skleněného andělíčka "Valentýnka", kterého vlastnoručně vyrobila a do schránky věnovala zpěvačka Lucie Bílá.

## Fotogalerie

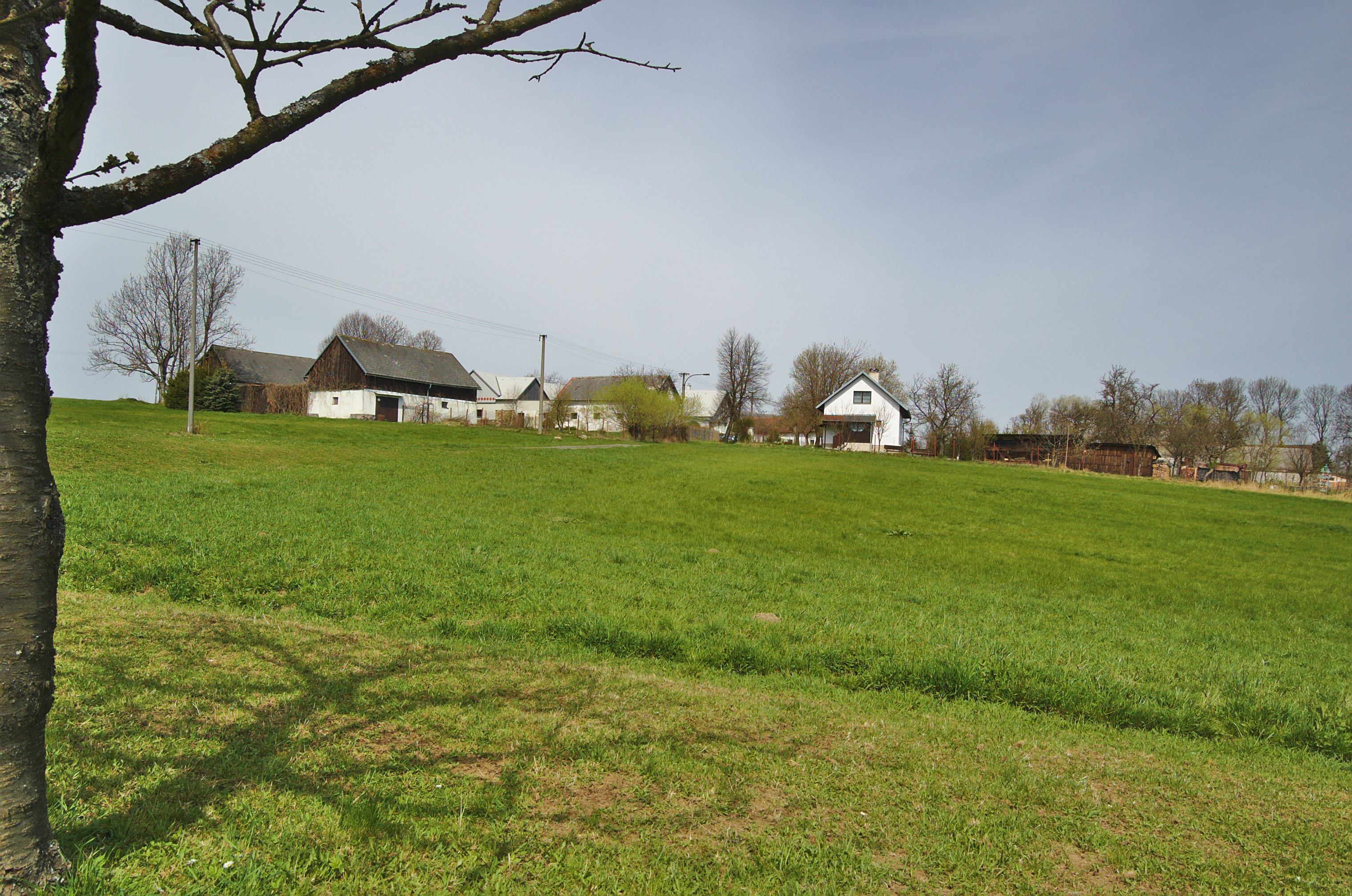
Pohled na osadu od jihu
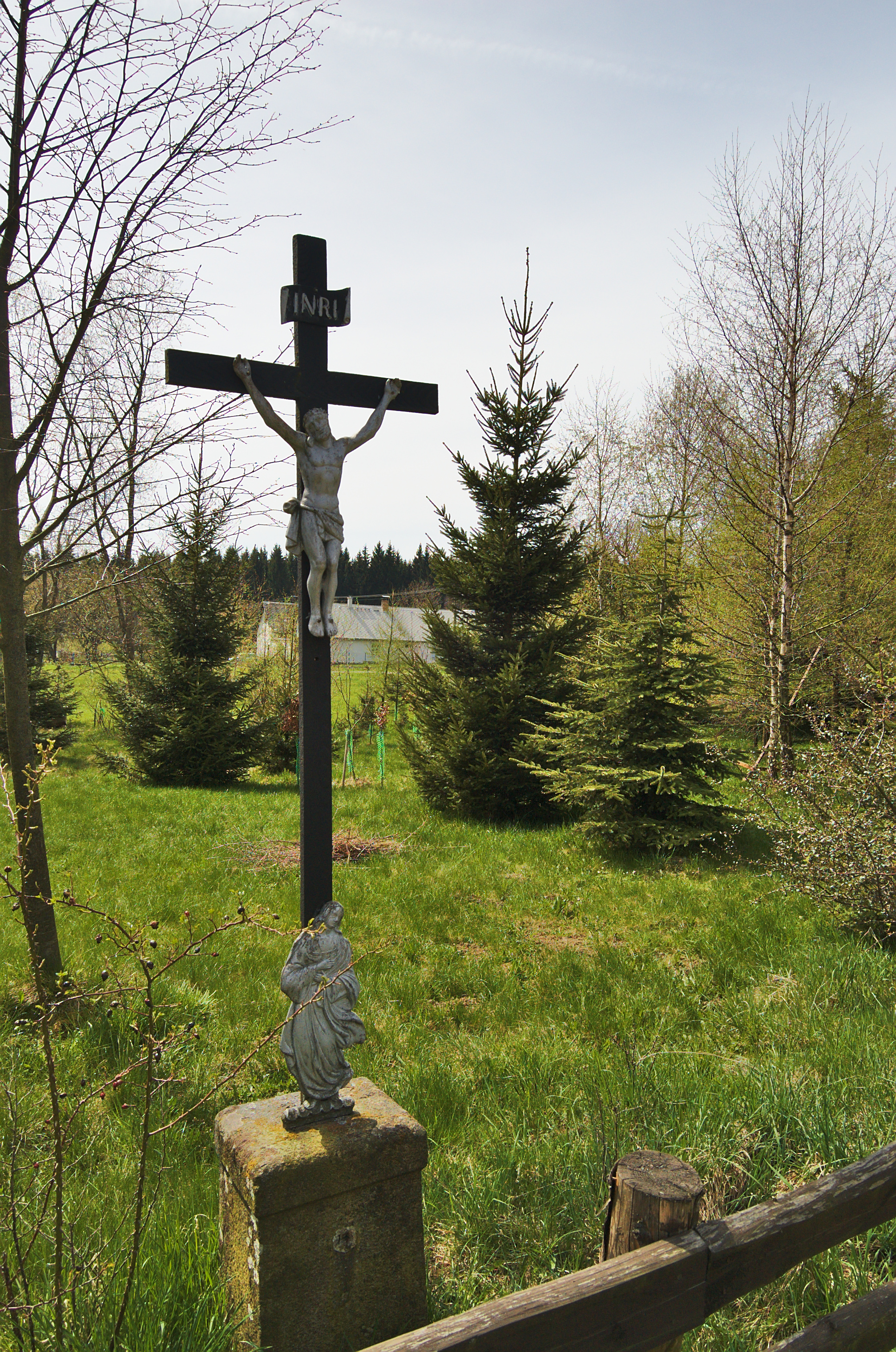
Kříž uprostřed osady
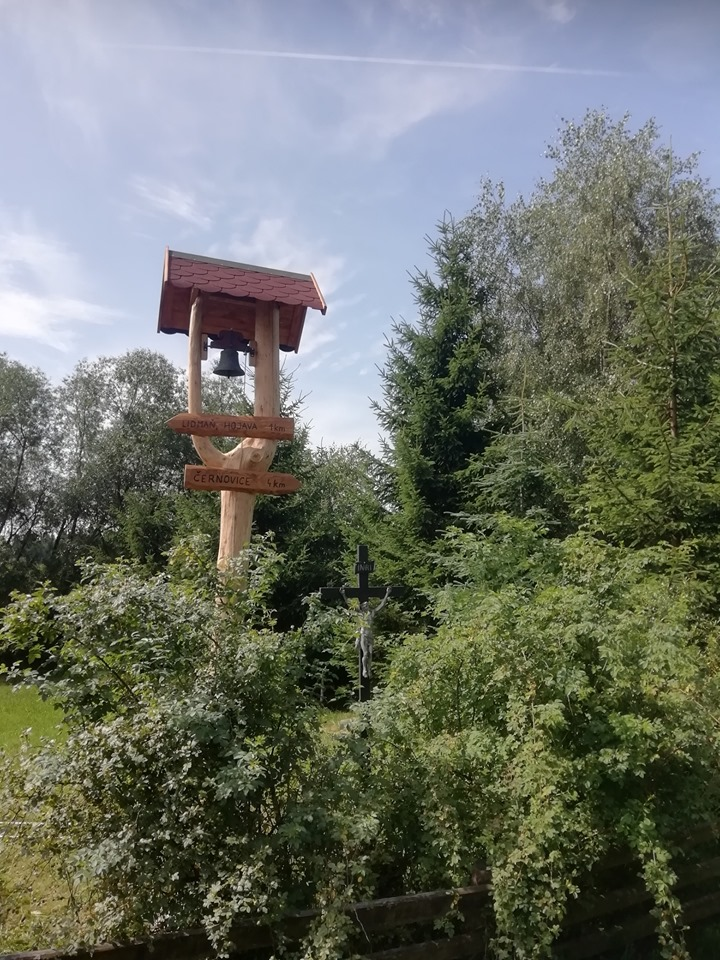
Bohutínská zvonička byla původně postavena v roce 1910, stála tu až do roku 1987, kdy jí shodila silná vichřice, znovu se podařilo ji zrekonstruovat v roce 2019
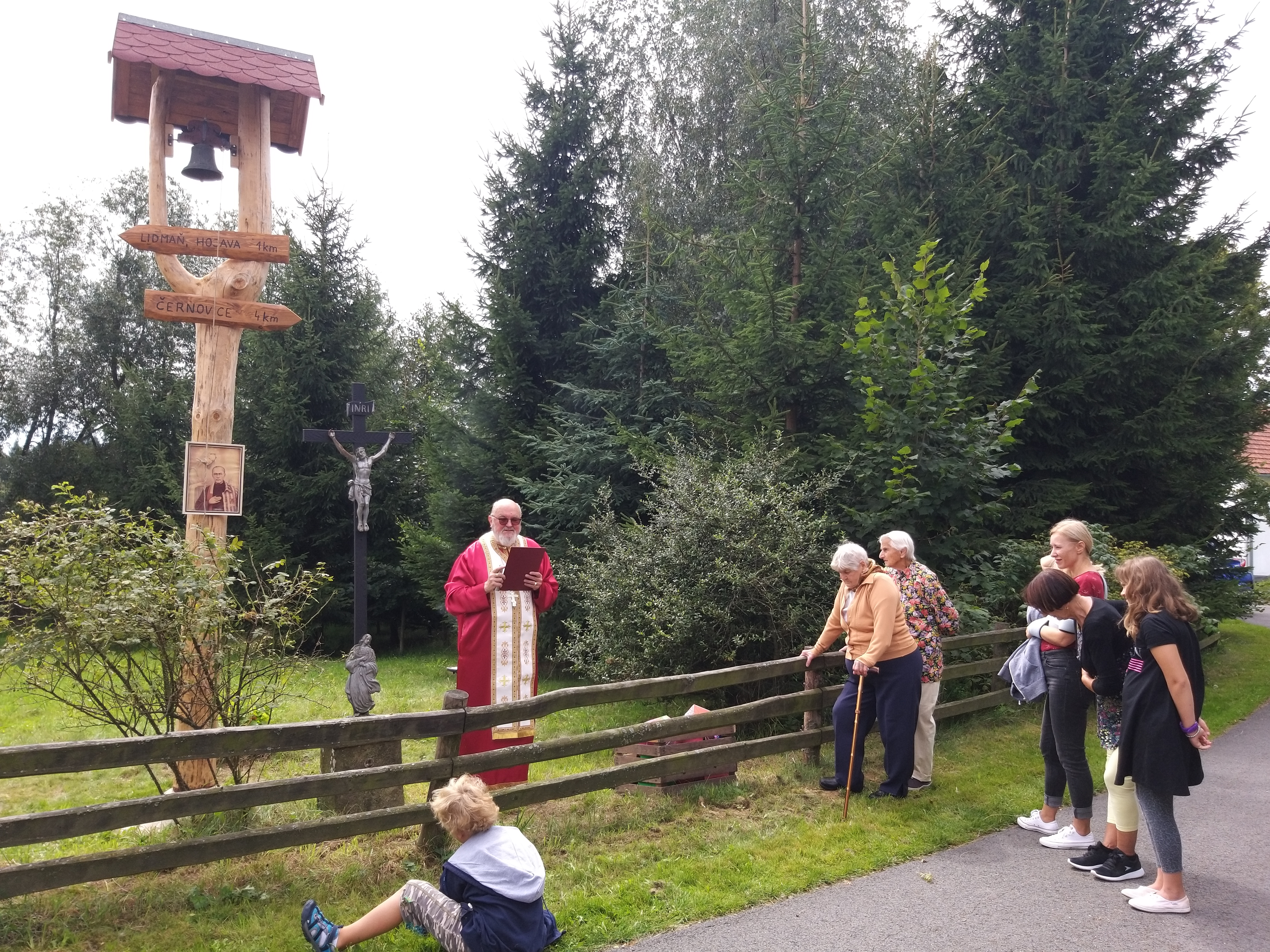
Bohutínská zvonička byla zasvěcena polskému světci Maxmiliánu Kolbemu a stala se zajímavou turistickou atrakcí i díky směrovým ukazatelům
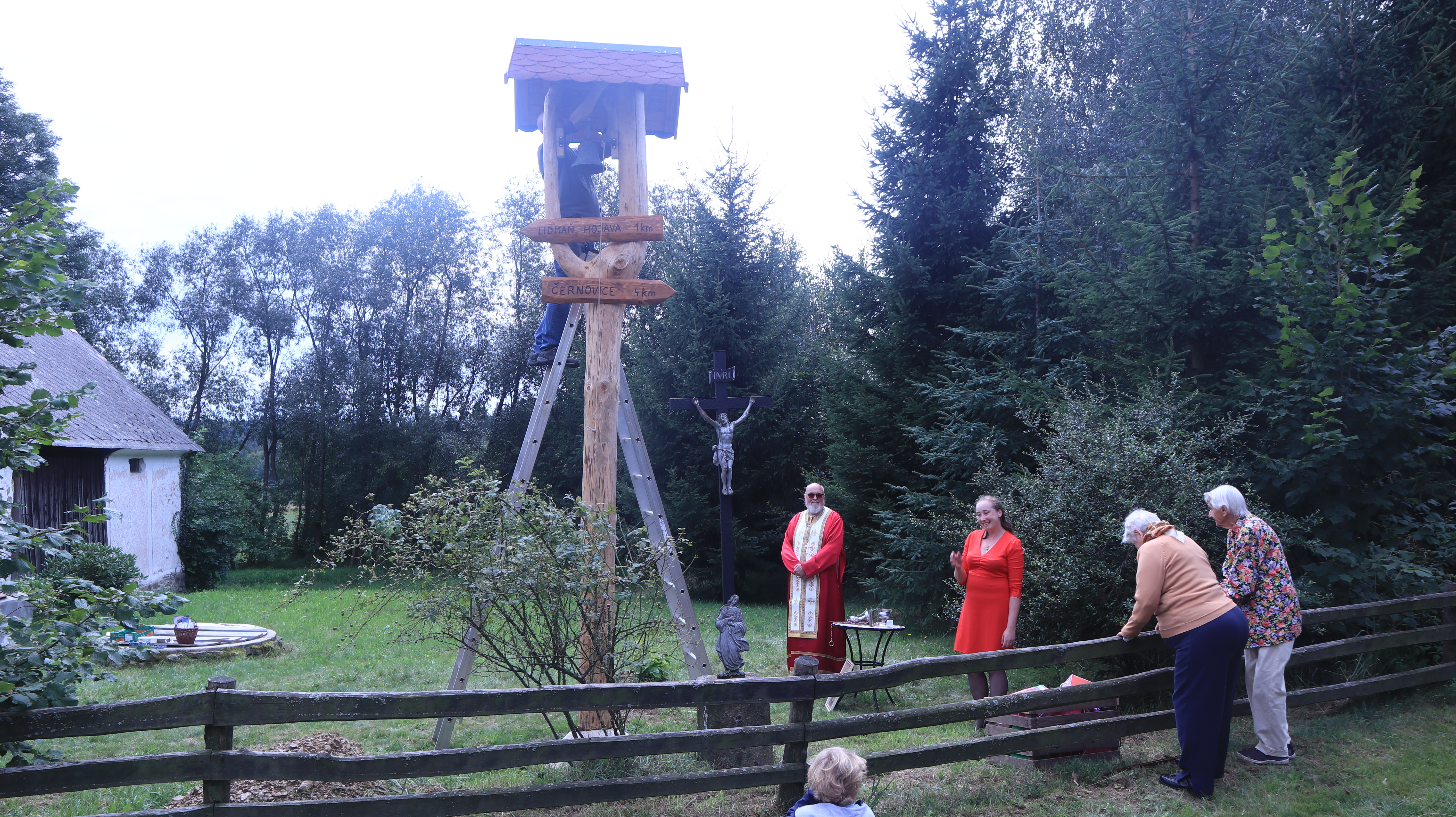
Vložení schránky s dokumenty o průběhu stavby, které tak budou uchovány budoucím generacím
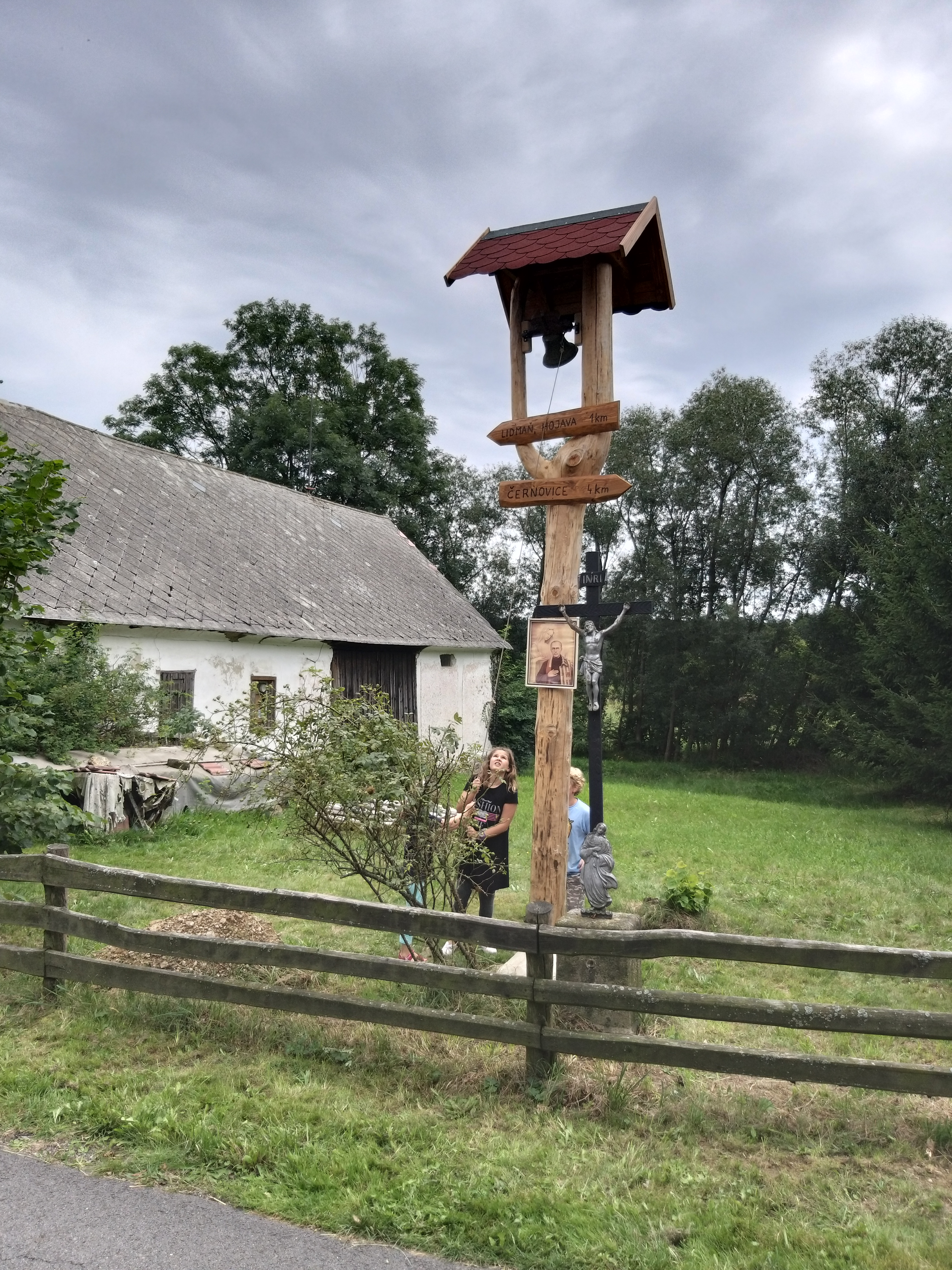
Zvon nově zrekonstruované zvoničky se rozezněl krajem po více než třiceti letech